# Pseudoscolia syrdariensis
Pseudoscolia syrdariensis (лат.) — вид песочных ос рода Pseudoscolia из подсемейства Philanthinae (триба Pseudoscoliini). Встречается в Казахстане.

## Распространение
Южный Казахстан («South Kazakhstan: Karataugeb bei Djulek, Balamurun, 21 V 1913, Koshantschikov»).

## Описание
Мелкие осы, длина тела около 6 мм. Тело чёрное с желтоватыми отметинами, брюшко рыжевато-бурое. Отличаются следующими признаками: наличником на переднем крае без зубцов и воротничком переднеспинки без выемки. Сходен с Pseudoscolia iliensis, но отличается от него строением и окраской, отсутствием четкой выемки на воротничке переднеспинки, формой нижнего края наличника, длинным 6-м члеником жгутика, более нежной скульптурой срединного поля проподеума, более светлой окраской брюшка. Биология не изучена, предположительно, как и близкие виды гнездятся в земле и в качестве добычи ловят пчёл.

## Систематика
Вид был впервые описан в 2004 году казахстанским энтомологом Владимиром Казенасом (Институт зоологии и генофонда животных НАН Казахстана, Алма-Ата) по типовому материалу из Казахстана. Относится к роду Pseudoscolia из трибы Pseudoscoliini.